# Raffaele Uzzi
Raffaele Uzzi (Napoli, 1º novembre 1942) è un doppiatore e direttore del doppiaggio italiano, ex-socio del Gruppo Trenta.
In passato attore teatrale, occasionalmente ha lavorato anche come dialoghista.

## Filmografia
- Il giorno del furore, regia di Antonio Calenda (1973)
- Sotto il placido Don, regia di Vittorio Cottafavi - miniserie TV, episodio 1 (1974)
- Gli ammonitori, regia di Ugo Gregoretti - film TV (1975)
- Boubouroche di Georges Courteline, regia di Antonio Calenda - prosa televisiva trasmessa il 26 aprile 1977.[1]
- A piacer vostro di William Shakespeare, regia di Antonio Calenda - prosa televisiva trasmessa il 5 maggio 1978.[2]
- Atsalut pader, regia di Paolo Cavara (1979)

## Teatro
- Il quinto evangelista di Mario Pomilio, regia di Orazio Costa - Teatro Stabile dell'Aquila (1975)[3]
- Lutero & Munzer ovvero l'introduzione della contabilità di Dieter Forte, regia e scenografia di Luca De Mata, musiche di Vittorio Gelmetti, costumi di Oscar Capponi - Gruppo Teatro A (1975)[4]
- Rappresentazione della Passione, regia di Antonio Calenda - Teatro Stabile dell'Aquila (1978)[5]
- A piacer vostro di William Shakespeare, traduzione e regia di Antonio Calenda, scenografia di Nicola Rubertelli (1978)[6]

## Doppiaggio

### Film
- Denjirō Ōkōchi in Sanshiro Sugata, Sanshiro Sugata 2, Gli uomini che mettono il piede sulla coda della tigre, Non rimpiango la mia giovinezza
- Sam Elliott in Dietro la maschera, Il duro del Road House, Effetto allucinante
- Gilbert R. Hill in Beverly Hills Cop - Un piedipiatti a Beverly Hills, Beverly Hills Cop II - Un piedipiatti a Beverly Hills II
- David Carradine in Marathon, Final Move
- John Lithgow in 2010 - L'anno del contatto, Voglia di tenerezza
- Christopher Lloyd in Signori, il delitto è servito
- Joe Mantegna in Un poliziotto fuori di testa
- Christopher Lee in Ritorno dall'ignoto
- Bob Hoskins in Brazil
- John Heard in Spiagge
- Anthony Hopkins in Juggernaut
- James Rebhorn in Mio cugino Vincenzo
- Jon Voight in A tavola in 5
- Danny Glover in Witness - Il testimone
- Ric Young in L'ultimo imperatore
- Ed Lauter in Caccia spietata
- Albert Hall in La recluta dell'anno
- Matt Clark in Nel fantastico mondo di Oz
- William Schallert in L'uomo più forte del mondo
- Steve Inwood in Staying Alive
- Phil Reeves in Sideways - In viaggio con Jack
- Joe Namath in Avalanche Express
- Duane Whitaker in Pulp Fiction
- Keith David in La cosa
- Frank Vincent in Jungle Fever
- Albert Sharpe in Darby O'Gill e il re dei folletti
- Brock Peters in Rotta verso l'ignoto
- Herb Andress in Tempesta baltica
- Jeremy Slate in Il tagliaerbe
- Rufus in La città perduta
- Daniel McVicar in Zana
- Xabier Elorriaga in A mia madre piacciono le donne
- Toshirō Mifune in Barbarossa
- Robert Goulet in Beetlejuice - Spiritello porcello
- David Lewis in Un professore fra le nuvole (ridoppiaggio)

### Film d'animazione
- Guru delle fogne ne Le nove vite di Fritz il gatto
- Uomo di Latta ne Il mago di Oz
- Agenore Darling in Le avventure di Peter Pan (ridoppiaggio)
- Archie in Zio Paperone alla ricerca della lampada perduta
- Daisuke Jigen in Lupin III: Il castello di Cagliostro (primo doppiaggio)
- Chuck in Estremamente Pippo
- Sam l'aquila ne I Muppet e il mago di Oz
- Borjack in Dragon Ball Z: La minaccia del demone malvagio
- Giornalista ne I Muppet, Muppets 2 - Ricercati

### Televisione
- Ron Perlman in La bella e la bestia
- Nathan Cook in Hotel
- Kevin Dobson in California
- Kiel Martin in Hill Street giorno e notte
- Carl Franklin in La legge di McClain
- Sam Elliott in The Yellow Rose
- Edward Winter in Dalle 9 alle 5, orario continuato
- Grahame Bond in Beastmaster
- Jeffrey Tambor in Max Headroom
- Dietrich Mattausch in Faber l'investigatore
- Yuko Amada e Yuzo Hayakawa in Samurai senza padrone
- David Carradine in Nord e Sud
- Martin Mull in Due gemelli e una monella
- William Christopher in M*A*S*H
- Raul Cortez in Destini
- Samuel E. Wright in Enos

### Serie animate
- Bue Grasso in I Puffi
- Vigilacquante in Gli Snorky
- Archie in DuckTales - Avventure di paperi (1987) e DuckTales (2017)
- Giornalista in Muppet Show (ridoppiaggio 2021), I Muppet
- Duca Igthorn ne I Gummi
- Conroy in Star Blazers
- Dhalsim in Street Fighter II V
- Yuki in Giant Robot: Il giorno in cui la Terra si fermò